# Траян, Адам
Адам Траян Бенешовский (из Бенешова) (чеш. Adam Trajan Benešovský, Adam Trajan z Benešova, 1586, Бенешов — † 1650, Драговце) — чешский проповедник и писатель.
Родился в местечке Бенешов, недалеко от Праги. Учился в Карловом университете, в 1609 году получил степень бакалавра. По окончании учёбы работал в Вимперке в качестве лютеранского пастора. В 1621 году, после битвы на Белой горе, отправился в изгнание в Венгрию, где принял католическую веру и стал приходским священником в селе Драговце.
Является автором многих сочинений и стихотворений на чешском и латинском языках. В 1624 году перевёл на чешский язык латинский литературный труд немецкого писателя Гаспара Энзе (Gaspar Ense) «Belli civilis in Belgio per Quadraginta fera continuos annos gesti Historia, ad praesens usque tempus deducta».
Наибольшую известность однако приобрела написанная им на латинском языке хвалебная поэма Saluberrimae Pistinienses Thermae (Самый оздоровляющий пиештянский курорт), напечатанная в Тренчине в 1642 году.

## Биография
Был протестантским священником. Изучал богословие в Пражском университете. В 1609 году получил степень бакалавра. Служил священником в Вимперке, в 1621 уехал в эмиграцию, проживал в Шелинингере, Шопроне и Жилине, до 1640 года был администратором протестантского прихода в Драговце, возможно, также и Тренчине. Писал на различные темы: медицинские, религиозные, исторические, автобиографические, сочинял также стихи-прославления. Является автором написанного на латинском языке элегическим стихом хвалебное произведение, посвященное целебным (исцеляющим) источникам города Пьештяны - Saluberrimae Pistinienses Thermae ("Исцеляющий Пьештянский курорт" - Тренчин, 1642). Впервые на значимость данного произведения обратил внимание Матиаш Бел в своих "Записках о Венгрии" - Notitia Hungariae… (1742). Стихотворение кроме художественной имеет также историко-документальную ценность. Она содержит множество данных о природе города Пьештяны и его окрестностей и местном курорте. 
До сих пор неизвестны подробности о пастырской деятельности Адама Траяна в Драговце. Также нет точных сведений о дате и месте его смерти.